# Ану, дідусі!
«Ану, дідусі!» («Хайде, дядовци!») — радянсько-болгарський телефільм 1981 року, знятий режисером Нінель Ненова-Цулаєю і Гено Цулаєю на кіностудіях «Грузія-фільм» і «Бояна».

## Сюжет
Телефільм. Весела розповідь про безжурних людей похилого віку. Музична кінокомедія про подорож хору довгожителів одного з грузинських сіл на фестиваль до Болгарії. Пісні та танці у кінофільмі виконують Державний ансамбль пісні та танцю Грузії «Руставі», Танцювальний ансамбль окружної народної ради Варни, Оркестр Болгарського радіо та інструментальний склад студії «Балкантон».

## У ролях
- Василь Кахніашвілі — Тохадзе
- Шалва Херхеулідзе — Авсентій Абішарія
- Михайло Вашадзе — Барнава Барамідзе
- Акакій Доборджинідзе — Шоломідзе
- Димитр Панов — роль другого плану
- Петар Петров — Трифон
- Аспарух Сарієв — роль другого плану
- Інна Симеонова — Красіміра
- Леван Учанейшвілі — Пічіко Тохадзе
- Борис Ципурія — Булія, завклубом
- Ангел Ламбєв — роль другого плану
- Ілля Пенєв — роль другого плану
- Бадрі Какабадзе — студент-музикант
- Світлана Харлап — роль другого плану
- Варлам Цуладзе — Мамаладзе
- Гані Стайков — роль другого плану
- Димитр Йорданов — продавець у книгарні
- Кремена Спірідонова — роль другого плану
- Коте Махарадзе — спортивний коментатор
- Берта Хапава — секретар профкому
- Етері Моцикулашвілі — дружина Тохадзе
- Леонід Пярн — епізод
- М. Бердзенішвілі]] — епізод
- Ігор Гавриленко — епізод
- Андро Навасардов — суддя на рингу
- А. Вашаломідзе]] — епізод
- Ніко Лорія — епізод
- Д. Хомасурідзе — епізод
- М. Тактакішвілі — епізод
- Димитр Керанов — епізод
- Найчо Петров — епізод
- Стоян Стойчев — епізод
- Стоянка Кавалджієва — епізод
- Богдан Будінов — епізод
- Іскра Маджирська — епізод
- Іванка Хлєбарова — епізод
- Данчо Пашов — епізод
- Джорджі Широков — епізод
- Олена Димитрова — епізод
- Віолетта Димитрова — епізод
- Вася Панова — епізод
- Георгій Гегечкорі — читає закадровий текст

## Знімальна група
- Режисери — Нінель Ненова-Цулая, Гено Цулая
- Сценаристи — Леван Челідзе, Євген Мачаваріані, Гено Цулая
- Оператор — Юрій Кікабідзе
- Композитори — Джансуг Кахідзе, Олександр Бризицов
- Художники — Джемал Мірзашвілі, Іван Апостолов